# 希土戦争 (1897年)
希土戦争（きとせんそう、ギリシア語: Ελληνοτουρκικός πόλεμος του 1897）は、1897年にギリシャ王国とオスマン帝国の間に勃発した戦争。オスマン帝国の支配下にあったクレタ島の帰属を巡って争われた。

## 概要

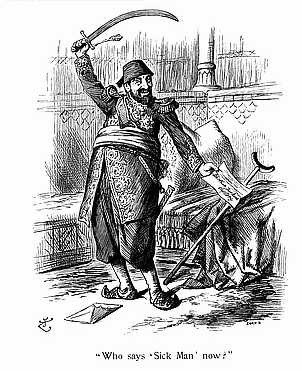
オスマン帝国の勝利を描いた風刺画。オスマン帝国が「瀕死の病人」と言われていたことに掛けて、松葉杖を捨てサーベルを掲げたオスマン皇帝アブデュルハミト2世が「今、病人と言ったのは誰だ?」と問い掛けている。

19世紀前半に独立戦争の結果、ギリシャ王国が建国されると、本土と同様にオスマン帝国の支配下にあったクレタ島のギリシャ人の間でも自治、更には独立を目指す運動が行われるようになった。1860年代の蜂起などを経てオスマン帝国は自治やギリシャ語使用の自由などを与えて懐柔しようとしたが、ギリシャ系住民は納得せず、1896年末に大規模な反乱がはじまった。
ギリシャ政府は汎ギリシャ主義(メガリ・イデア)に基づき、民兵とギリシャ軍をクレタ島に上陸させた。当時のオスマン帝国は陸軍はなんとか体を成していたが、海軍に関しては貧弱であったためギリシャ海軍に抵抗できず、簡単に制海権を取られてしまった。しかしバルカン半島での混乱を嫌う西欧列強諸国はギリシャの動きに反対し、艦隊を用いてクレタ島を封鎖した。
ギリシャ軍はクレタを撤収し、次なる目標としてマケドニア、イピロスの併合を目指した。ギリシャは民兵をマケドニア地方に送り込み、現地のギリシャ系住民による蜂起を目論んだ。4月4日ギリシャ軍は国境を越え、エドヘム・パシャに指揮された60,000人のオスマン帝国アラソニヤ軍と皇太子コンスタンティノスに率いられた46,000人のギリシャ軍との間に戦闘が発生した。陸軍に関してはオスマン帝国軍とギリシャ王国軍の質は拮抗している一方、数ではオスマン帝国が圧倒していたため、陸上での戦いは始めからオスマン軍優位に進み、5月15日から17日にかけて行われたドメコス (ドョメケ)周辺での戦闘でオスマン軍は決定的勝利をおさめ、ギリシャ軍は総撤退に入った。
イピロス戦線ではオスマン軍30,000人に対し、ギリシャ軍15,000人が動員された。4月18日オスマン軍はアルタの包囲を開始したが、町は陥落せずその後後退した。塹壕を掘って待ち構えるオスマン軍に対しギリシャは大きな死傷者を出し敗北、5月15日に撤退した。
列強の仲介により停戦交渉が開始され、12月4日にイスタンブールで和平条約が結ばれた。オスマン帝国は莫大な賠償金とテッサリア国境付近の要地を受け取った。クレタ島は列強による国際保護地域、オスマン帝国主権下の自治国となり、翌年1898年にギリシャ国王ゲオルギオス1世の第二子ゲオルギオスが総督として派遣された。その後のバルカン戦争の結果、クレタ島は1913年にギリシャに併合された。